# Isla Santiago (Galápagos)
La isla Santiago (también conocida con los nombres de San Salvador y James) es parte del archipiélago de las islas Galápagos, Ecuador. Es la cuarta en extensión territorial, con 585 km², dominada por un domo volcánico de 907 m, el cerro Cowan, roreada de pequeños conos al noroeste. La vegetación, excepto por matorrales de Mollugo crockeri, plantas de la sal y algunos cactus de la especie Brachycereus nesioticus, es muy escasa. 
Los puntos de interés más visitados son playa Espumilla, al norte; bahía James al oeste y bahía Sullivan al este, frente a la isla Bartolomé, ambas bahías con extensas coladas de lava pahoehoe y aa procedentes de una erupción en 1889. Entre las formas creadas por el flujo de la lava se pueden ver las impresiones de Maytenus octogona, pequeños árboles de hojas coriáceas.

## Vida silvestre
La fauna que habita la isla son pinzones de Darwin, algunos halcones de Galápagos, así como una colonia de focas peleteras iguanas marinas, lobos marinos, tortugas terrestres y marinas, flamencos, además de burros y cabras introducidos, que han causado gran daño a la flora y fauna endémicas. 
Al igual que las demás islas del archipiélago de Galápagos, la isla de Santiago está repleta de vida salvaje, sobre todo de especies endémicas de Galápagos. Algunos de los animales que suelen verse en la isla son el lobo marino de Galápagos, el león marino de Galápagos, el cangrejo de pies ligeros, la iguana marina de Galápagos y la iguana terrestre de Galápagos, el delfín mular, la rata de arroz y el microlophus.

## Geología

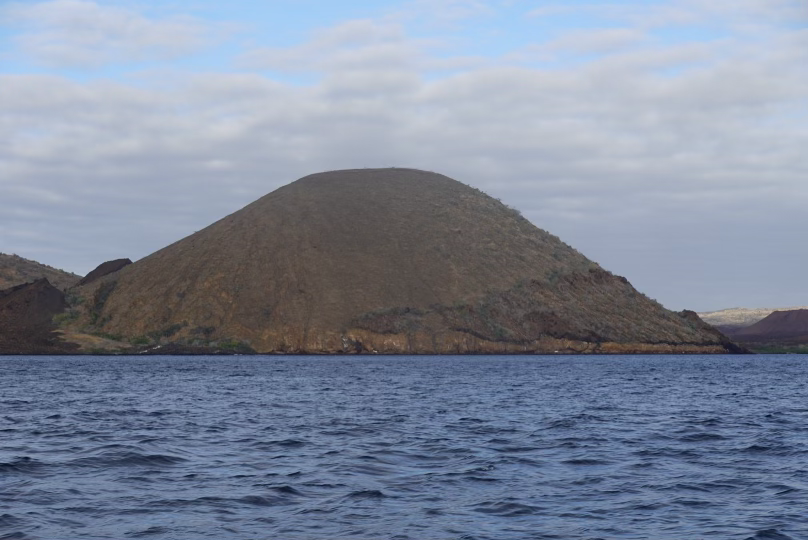
Cono de toba en el lado este de la isla

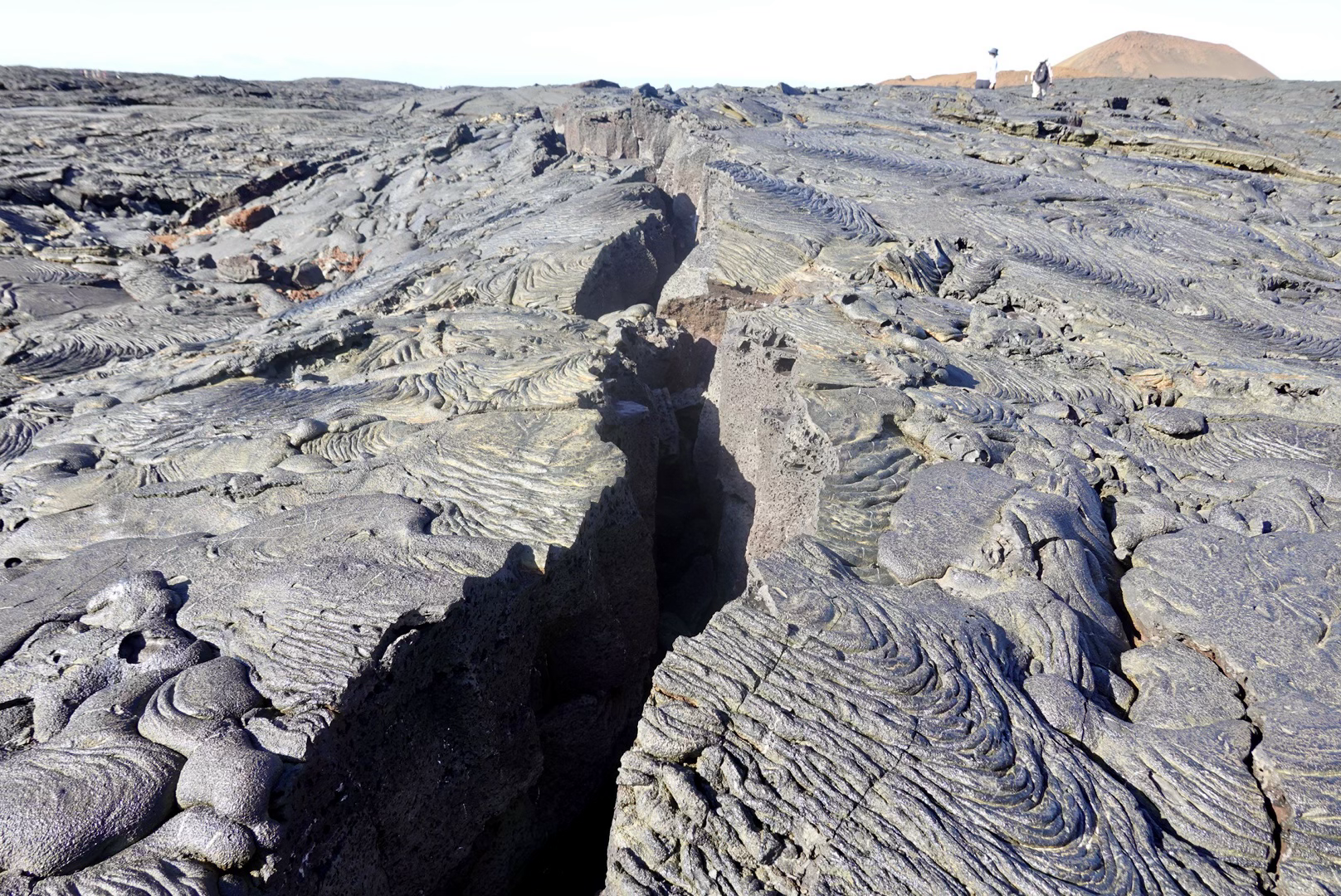
Flujo de lava endurecida agrietada en la isla

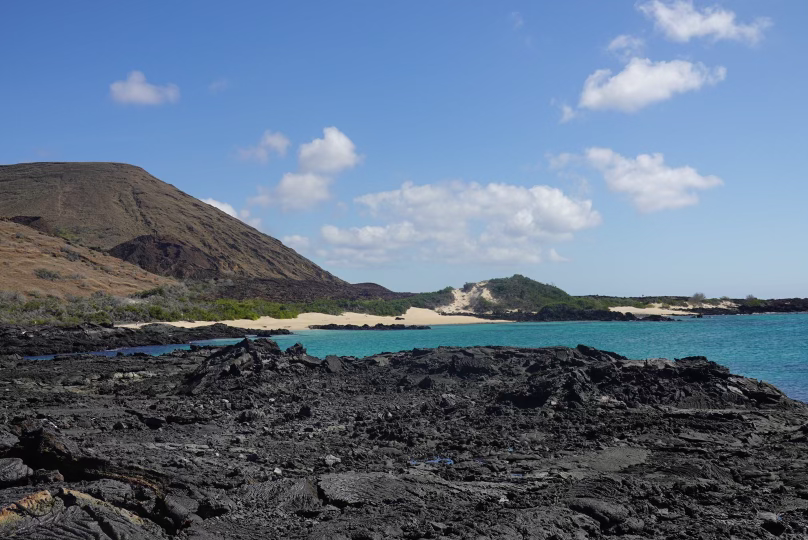
Panorama del lado este (Nótese la arena y la vegetación más antiguas en el fondo y la lava endurecida más reciente en el primer plano)

La isla de Santiago se formó a partir de un volcán en escudo llamado homónimamente Santiago. Las cumbres bajas y planas del volcán permitieron que la lava de baja viscosidad fluyera a grandes distancias desde las fuentes de ventilación. El origen volcánico de la isla ha hecho que esté salpicada de rocas piroclásticas del holoceno que se pueden encontrar por toda la isla. En los lados oriental y occidental de la isla son visibles los conos de toba, formados por la rápida interacción de la lava caliente y el agua La cima del volcán está en la parte noroeste de la isla y la última actividad volcánica registrada en la isla de Santiago fue entre 1904 y 1906.

## Conservación y  restauración
La Dirección del Parque Nacional e Insular de Galápagos y Island Conservation reintrodujo 1.436 iguanas terrestres de Galápagos (Conolophus subcristatus) en la isla Santiago el 4 de enero de 2019. Llevaban 180 años extinguidos. Los socios reintrodujeron las iguanas terrestres para restablecer la salud ecológica de la isla y dar la oportunidad de prosperar a esta especie de iguana. Las iguanas terrestres proceden de la isla Seymour Norte, donde fueron introducidas en la década de 1930. Su población había crecido hasta superar los 5.000 habitantes y se enfrentaba a la escasez de alimentos. Charles Darwin fue la segunda persona en registrar la presencia de iguanas terrestres vivas en la isla de Santiago en 1835. Abel-Nicolas Bergasse du Petit-Thouars fue el último, en 1838.

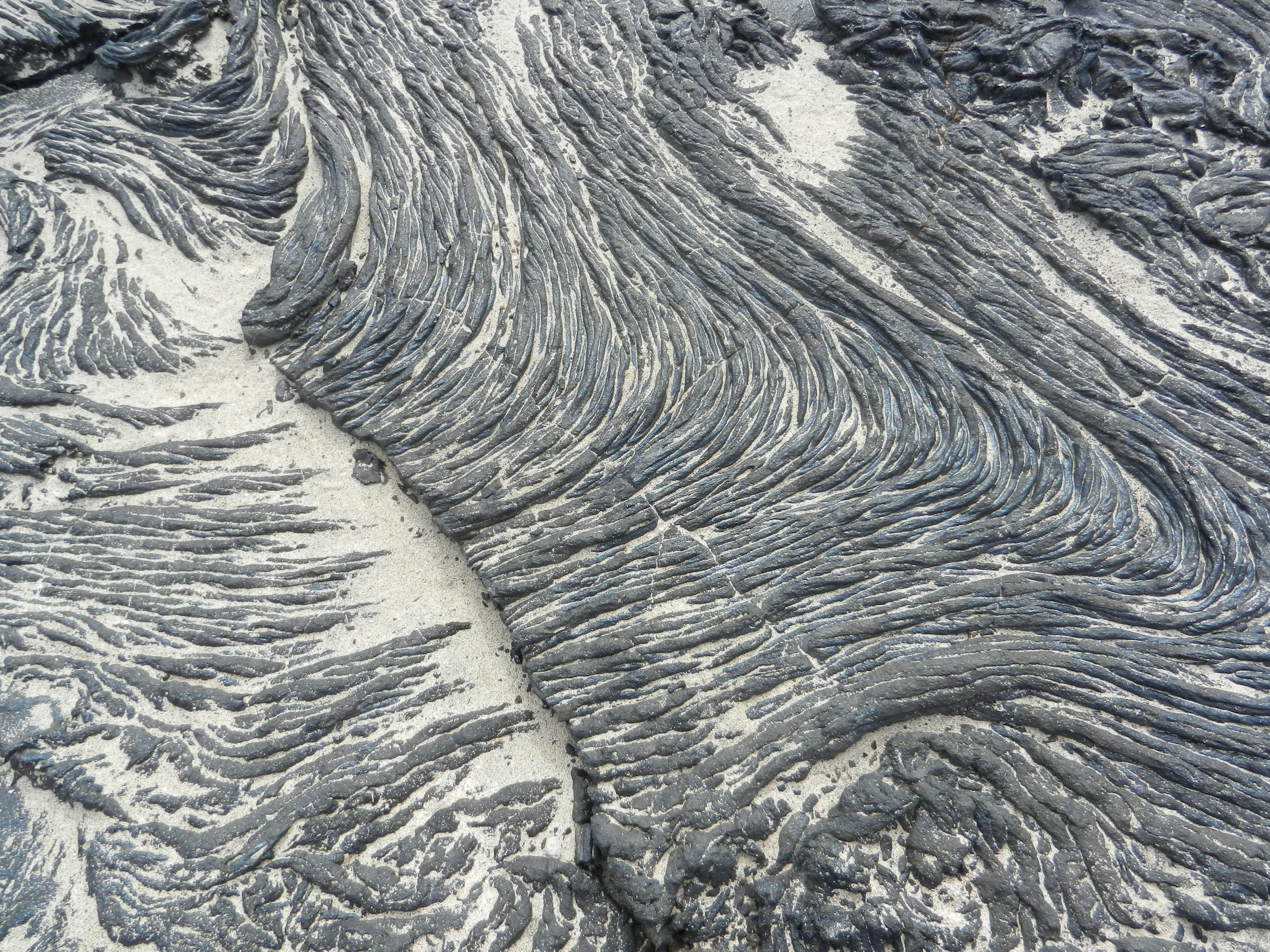
Formación de lava pahoehoe en Bahía Sullivan
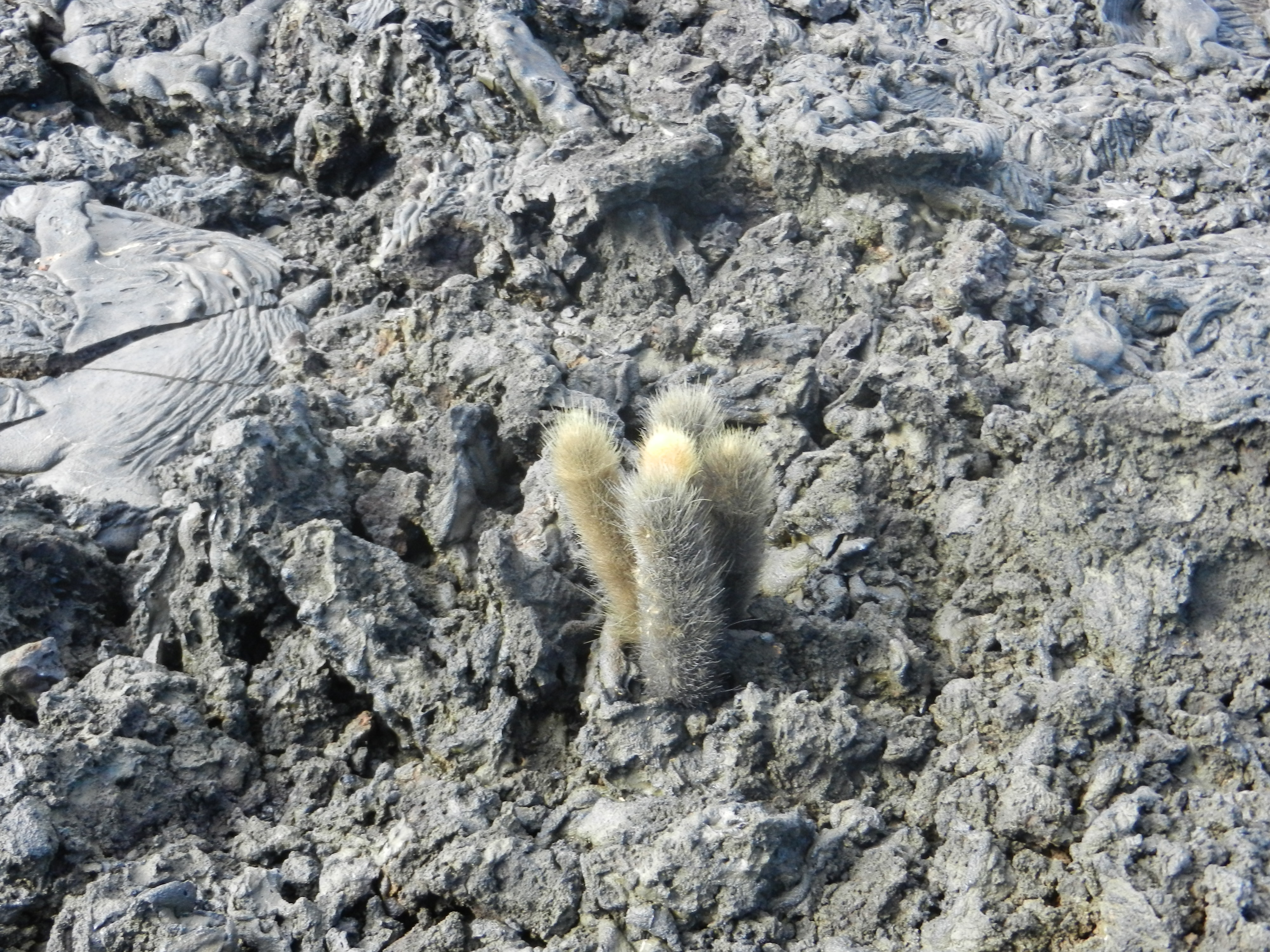
B. nesioticus creciendo entre la lava
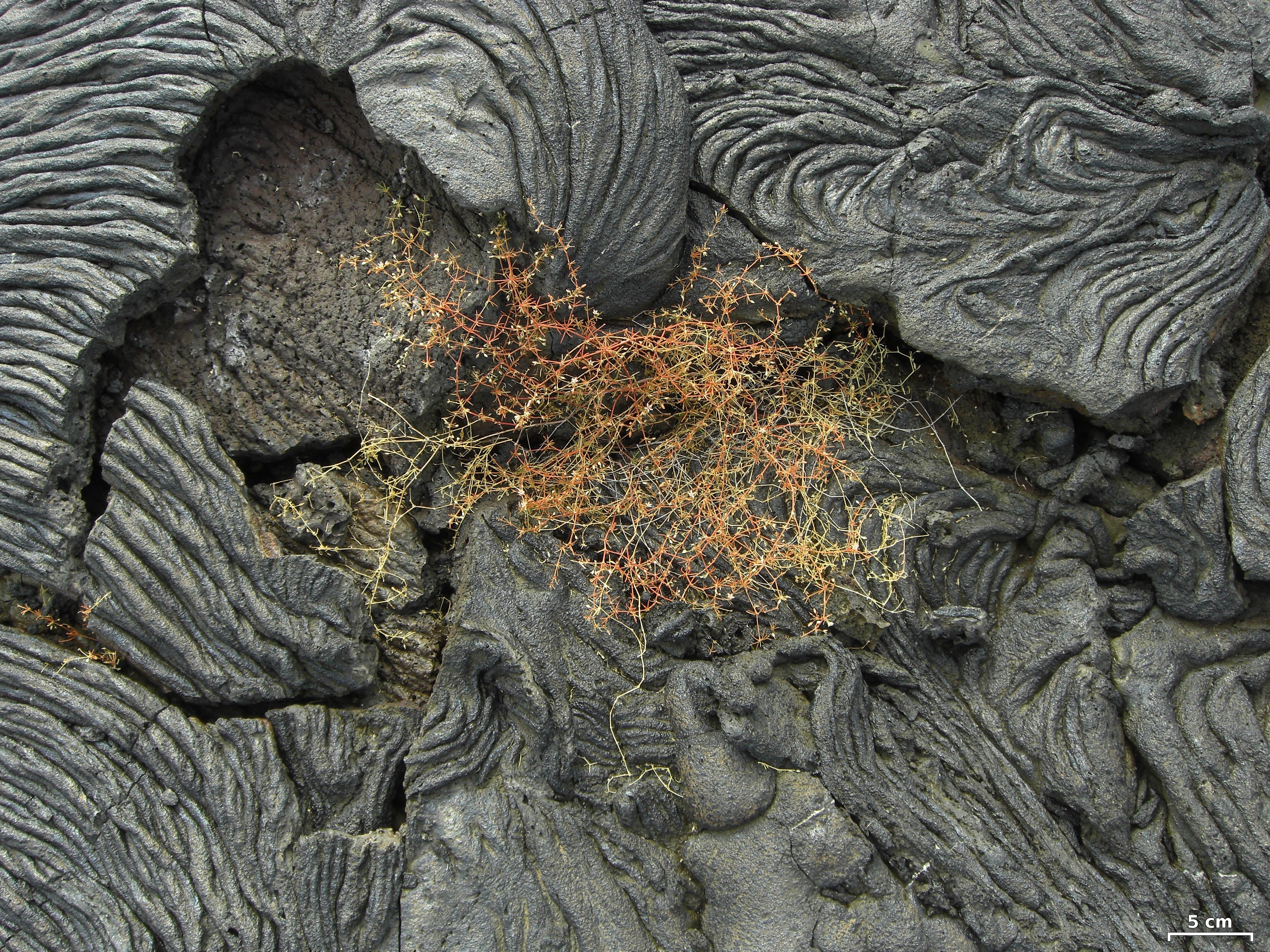
Pequeña mata de M. crockeri